# USS Cincinnati (SSN-693)
Pour les autres navires du même nom, voir USS Cincinnati.
L'USS Cincinnati (SSN-693) est un sous-marin nucléaire d'attaque américain de la classe Los Angeles, quatrième navire à être nommé en l’honneur de la ville de Cincinnati, en Ohio.

## Service
Le sous-marin fut commandé au chantier naval Northrop Grumman de Newport News en Virginie le 4 février 1971. Sa quille fut posée le 6 avril 1974 avant son lancement le 19 février 1977 et sa mise en service un an plus tard, le 10 juin 1978 sous le commandement du commander Gilbert V. Miles III.
En août 1979, le Cincinnati a sauvé un pêcheur finlandais à 70 milles nautiques au large des côtés de Floride, pêcheur qui est resté 22 heures dans l’eau après être tombé à la mer alors qu’il était à bord du cargo Finnbeaver.
En novembre 1980, après une patrouille en Méditerranée, le sous-marin a reçu la visite du président Richard Nixon ainsi que de l’amiral Hyman Rickover.
Le Cincinnati  fut retiré du service et rayé des registres de la marine le 29 juillet 1996. Il est prévu qu’il entame le programme de recyclage des sous-marins nucléaires basé à Bremerton, dans l’état de Washington. Après que la ville de Cincinnati ait tenté de transformer le navire en musée, il avait été annoncé en 2011 que la même commune allait finalement plutôt tenter de récupérer le kiosque du sous-marin ainsi que d’autres éléments du Cincinnati.